# Sturegatan, Helsingfors

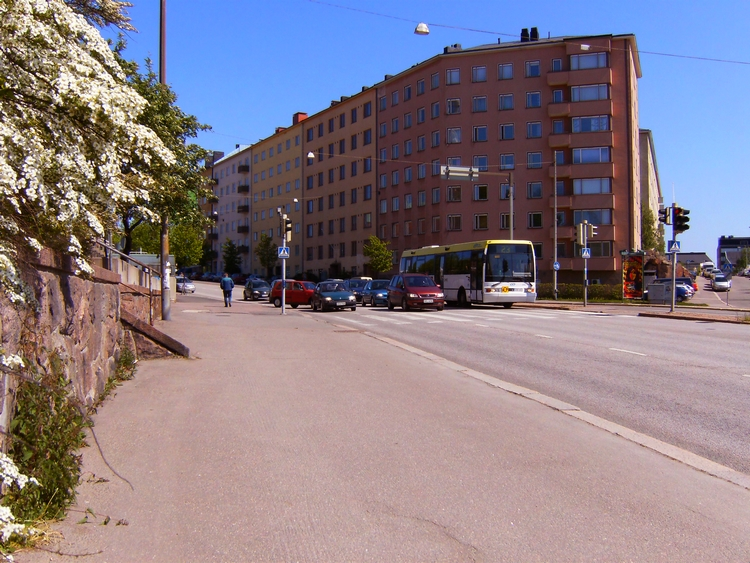
Sturegatan, Josafatsgatan till höger

Sturegatan (finska: Sturenkatu) är en gata i mellersta Helsingfors. Den går från Helsingegatan i Åshöjden genom Borgbacken och Vallgård till Tavastvägen. Sturegatan utgör gränsen för två delområden i Åshöjden, Alphyddan och Ås.
Gatan har fått sitt namn efter de adliga ätterna Sture, vars mest kända medlemmar räknas riksföreståndarna Sten Sture den äldre, Svante Nilsson (Sture) och Sten Sture den yngre.

## Tvärgator från sydväst till nordost
- Wallinsgatan
- Kalliolabrinken
- Kristinegatan (till höger) / Kristinegränden (till vänster)
- Borgågatan
- Aleksis Kivis gata
- Industrigatan
- Elimägatan (till vänster)
- Nilsiägatan (till vänster) / Roinevägen (till höger)
- Virdoisvägen (till höger)
- Keuruvägen (till höger)
- Vånåvägen (till höger)
- Backasgatan
- Enarevägen (till höger)
- Kangasalavägen
- Sammattivägen